# Pompilinites coquandi
Pompilus coquandi
Espèce
Synonymes
- †Pompilus coquandi Théobald, 1937

Pompilinites coquandi est une espèce fossile d'insectes Hyménoptères de la super-famille des Vespoidea, de la famille des Pompilidae et du genre Pompilinites.

## Classification
L'espèce Pompilinites coquandi est décrite en 1937 par le paléontologue français Nicolas Théobald dans sa thèse, sous le protonyme Pompilus coquandi,,. 

### Genre Pompilinites: 2017
Le reclassement dans le genre Pompilinites est déclaré par Juanita Rodriguez (d), Cecília Waichert (d) Carol D. von Dohlen (d) et James P. Pitts (d) en 2017,.

### Sous-famille: Pompilinae
En 2017, Rodriguez et al. reclasse le genre Pompilinites dans la sous-famille des Pompilinae,. 

### Fossile
L'holotype Am1 (?ou am12 ?) appartient à la collection du muséum national d'histoire naturelle de Paris et vient du gypse d'Aix-en-Provence,.

### Étymologie
L'épithète spécifique coquandi est un hommage au paléontologue français et provençal Henri Coquand (1811-1881).

## Description

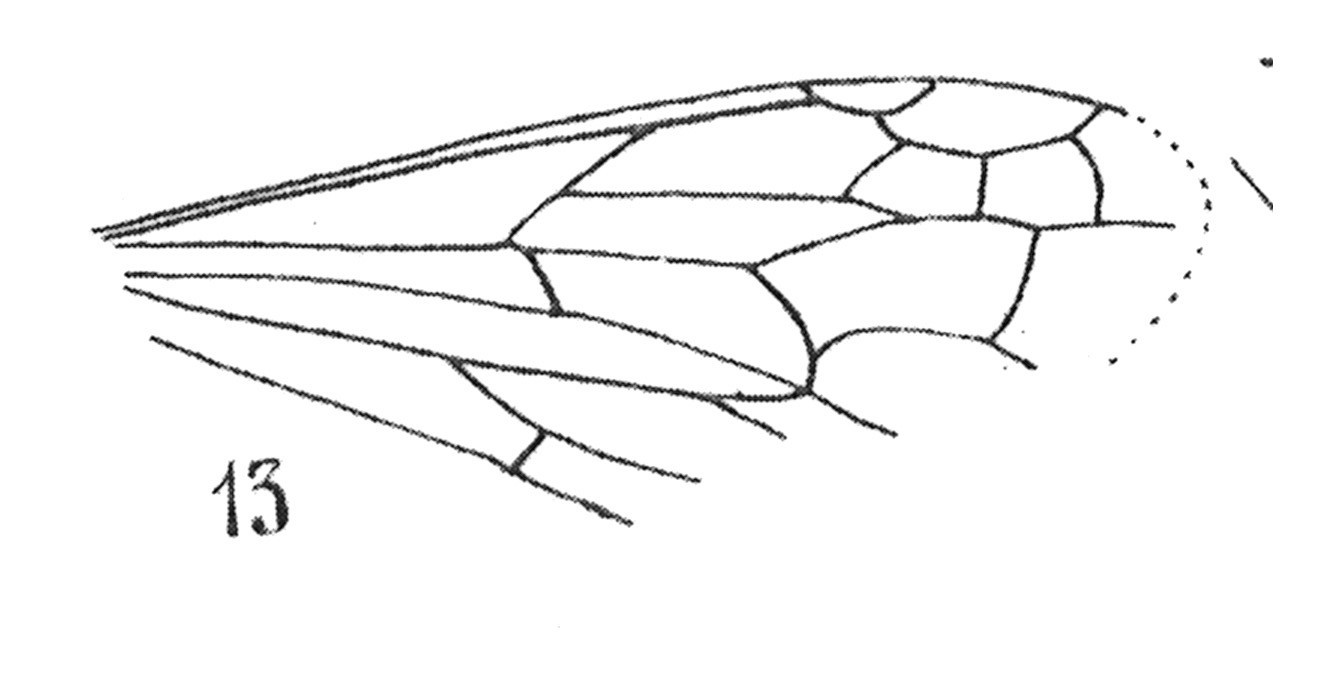
Pompilus coquandi - aile antérieure femelle Pompilinites coquandi (N. Théobald, 1937) Holotype éch AmI p. 320 pl. XXIV Hyménoptères du Stampien d'Aix-en-Provence.

### Caractères
La diagnose de Nicolas Théobald en 1937, : 

« Bel Insecte noir à ailes enfumées. tête transversale ; deux gros yeux de forme ovale ; antennes enroulées ; articles cylindriques. Thorax ovale, mésonotum trapézoïdal, conserve une belle teinte noire. Abdomen sessile, fusiforme, couvert d'une fine pruinosité brune. Pattes longues, les fémurs III atteignent le milieu de l'abdomen ; tibias II portent un long éperon ; sur les autres pattes l'éperon n'est pas visible ; tarse couvert de poils fins ; les différents articles sont garnis de cils à l'extrémité. Ailes enfumées ; nervation bien conservée ; trois cellules cubitales, les deuxième et troisième à peu près égales ; les nervures cubitale et discoïdale s'arrêtent un peu avant le bord de l'aile (v.fig.) ».

### Dimensions
L'holotype a une longueur totale de 11 mm, la tête de 1,5 mm, le thorax de 4 mm, l'abdomen de 5,5 mm, l'aile de 7 mm.

### Affinités
« L'échantillon appartient certainement à la famille des Pompilidae. Il était d'ailleurs étiqueté Pompilus Coquandi Sauss. : mais à ma connaissance, n'a pas encore été publié. »

## Biologie
« Les Pompiles chassent les Araignées. Ces dernières sont aussi représentées dans la faune d'Aix ».

### Publication originale
- [1937] Nicolas Théobald, « Les insectes fossiles des terrains oligocènes de France 473 p., 17 fig., 7 cartes,13 tables, 29 planches hors texte », Bulletin Mensuel de la Société des Sciences de Nancy et Mémoires de la Société des sciences de Nancy, Imprimerie G. Thomas,‎ 1937, p. 1-473 (ISSN 1155-1119 et 2263-6439, OCLC 786027547). .